# GEキャピタル・アビエーション・サービス
GEキャピタル・アビエーション・サービス（GE Capital Aviation Services、GECAS）は、アメリカ合衆国の複合企業ゼネラル・エレクトリック（GE）社傘下にあるGEキャピタルの航空機リース部門。リースバックを含めた航空機リースを代表に航空機融資、航空用エンジンリース、資産運用、航空機コンサルティングなどを含む幅広い航空機関連の金融サービスを展開している。

## 概要
航空機リースに関しては、GECASはエアバスやボーイングなどの航空機メーカーから航空機を購入してそれらを航空会社へ通常8年間のドライリース契約で引き渡す。
かつてのGECASは保有する旅客機の99%にGE製エンジンを採用する方針であり、例外として8機のボーイング757型機のみがプラット・アンド・ホイットニー（PW）製かロールス・ロイス・ホールディングス（RR）製のものを搭載していた。しかし、2015年から運用を開始したエアバスA350 XWB型機はGE製エンジンを採用しなかったため、航空会社の手配なしではGECASはA350を発注しなかったが、保有機材の多様化とリスク回避のため最終的にはカタール航空向けに初のA350をリースした 。現在のGECASはPW製エンジンを搭載したボンバルディア Q400型機やATR 72型機もリースしている。GEとCFMインターナショナルはPWやRR、インターナショナル・エアロ・エンジンズを支援している。

## 歴史
1967年、前身のGEクレジット・コーポレーション（GECC）がアレゲニー航空へ3機のマクドネル・ダグラス DC-9型機を引き渡したことが最初のリース契約であった。1981年にはGECCの輸送・産業プラットフォームが航空機リースにおけるイギリスの金融機関と共同投資を開始し、その2年後にはアメリカ国外で初となるリース契約をスイス航空と結んだ。1986年になるとカリフォルニア州のPolaris Aircraft Leasing Corporationを買収し、1989年のケミカル銀行(en:Chemical Bank)買収を機に、GECCの世界規模におけるプレゼンス拡大は決定的となった。
1993年、アイルランドのギネス・ピート・アビエーション、GECC輸送・産業アビエーショングループ、Polaris Aircraft Leasingの3社から買収した資産管理のため、GECASが正式に設立された。1996年までには世界最多のリース用機材を保有するに至り、初の投機的OEMの発注をした。1999年にはエンジンのリースも開始した。2000年、航空機融資のためPK AirFinanceを買収し、加えてボーイング777型機の発注を以てワイドボディ機とリージョナルジェットのリースも開始した。2002年からはナローボディ機のさらなる寿命延長のため、保有機材の一部を貨物機へ転用させるようにもなった。
2006年のメンフィスグループ買収により、機体部品も取り扱うようになった。またGECASは、2007年にGECATの8割をSTAR Capital Partnersに売却した際に保有していたCAEオックスフォードの少数株主でもある。2010年にはAvia Solutions買収からは航空機コンサルティングを開始、2015年にはヘリコプターなどの回転翼機をラインナップに加えるため、アイルランドのマイルストーン・アビエーション・グループを引き継いだ。
2016年、GECASはAirFinance Journalや航空会社経済誌から「World's Top Lessor」としてランク付けされたが、2018年にはGECASのポートフォリオ価値が2012年の341億ドルから236億ドルに下落したことを受け、ゴールドマン・サックスに同社の戦略を見直させ、売却か会社分割かを検討した。

## 機種
2019年現在の保有機種一覧は以下の通りである。

### ワイド / ナローボディ旅客機
- A318
- A319
- A320
- A321
- A320neo
- A321neo
- A330-200
- A330-300
- A350-900
- A350-1000
- B737-500
- B737-700
- B737-800
- B737-900
- B737-900ER
- B737 MAX 8
- B757-200
- B767-300ER
- B747-400
- B777-200ER
- B777-200LR
- B777-300ER
- B787-9

### リージョナルジェット・プロペラ旅客機
- CRJ-200
- CRJ-200ER
- CRJ-200LR
- CRJ-700
- CRJ-700ER
- ERJ-145LR
- ERJ-145MP
- ERJ-170LR
- ERJ-175LR
- ERJ-190AR
- ERJ-190LR
- ERJ-190STD
- ERJ-195AR
- ERJ-195LR
- ATR 72-600
- DHC-8 Q400

### 貨物機
- B737-300SF
- B737-400SF
- B737-800BCF
- B747-400F
- B747-400ER
- B747-400SF
- B747-8F
- B767-200SF
- B767-200EMSF
- B767-200ERSF
- B767-300BDSF
- B767-300ERF

### ヘリコプター
- アグスタ A109
- アグスタ A119 コアラ
- アグスタウエストランド AW139
- アグスタウエストランド AW169
- アグスタウエストランド AW189（英語版）
- ベル 412
- ベル 525（英語版）
- ユーロコプター EC 130（英語版）
- ユーロコプター EC 135
- ユーロコプター EC 145
- ユーロコプター EC 155
- ユーロコプター EC 175
- ユーロコプター EC 225
- AS365 N3
- シコルスキー S-76
- シコルスキー S-92